# PR-682
A Rodovia PR-682 é uma estrada pertencente ao governo do Paraná, que faz a ligação entre a localidade de Pontal do Tigre e a BR-487, nas proximidades de Cruzeiro do Oeste.

## Trechos da Rodovia
A rodovia possui uma extensão total de aproximadamente 81,6 km, podendo ser dividida em 12 trechos, conforme listados a seguir:
| Ponto de referência                           | Extensão do trecho | Extensão acumulada | Situação        |
| --------------------------------------------- | ------------------ | ------------------ | --------------- |
| Pontal do Tigre (foz do Rio Ivaí)             | ---                | 0 km               | ---             |
| Icaraíma                                      | 13,7 km            | 13,7 km            | Não pavimentado |
| Fim do pavimento (trecho coincide com PR-082) | 3,9 km             | 17,6 km            | Pavimentado     |
| Distrito de Santa Elisa                       | 17,0 km            | 34,6 km            | Não pavimentado |
| Início da Pista Dupla                         | 0,2 km             | 34,8 km            | Pavimentado     |
| Final da Pista Dupla                          | 0,8 km             | 35,6 km            | Duplicado       |
| Entroncamento PR-969                          | 1,4 km             | 37,0 km            | Pavimentado     |
| Entroncamento PR-182                          | 8,6 km             | 45,6 km            | Não pavimentado |
| Distrito de Serra dos Dourados                | 2,7 km             | 48,3 km            | Pavimentado     |
| Final da Pista Dupla                          | 1,1 km             | 49,4 km            | Duplicado       |
| Entroncamento PR-580                          | 2,1 km             | 51,5 km            | Pavimentado     |
| Entroncamento PR-482                          | 18,5 km            | 70,0 km            | Não pavimentado |
| Entroncamento BR-487                          | 11,6 km            | 81,6 km            | Não pavimentado |

Extensão pavimentada: 10,3 km (12,62%)
Extensão duplicada: 1,9 km (2,33%)